# 1897
1897 (MDCCCXCVII) fue un año común comenzado en viernes según el calendario gregoriano.

## Acontecimientos

### Febrero
- 7 de febrero: en Madrid (España) Benito Pérez Galdós es recibido por la Real Academia Española.

### Marzo
- 4 de marzo: El republicano William McKinley toma posesión como Presidente de Estados Unidos.
- 24 de marzo: En la Provincia Autónoma de Puerto Rico, se inicia la intentona de Yauco, una fallida rebelión independentista.

### Abril
- 20 de abril: la ciudad de Barcelona crece rápidamente y engulle a varias poblaciones.

### Junio
- 12 de junio: 
  - En Assam, India, un terremoto de 8,3 deja un saldo de más de 1.500 víctimas.
  - En Barcelona, Pere Romeu inaugura el emblemático café Els Quatre Gats, lugar de reunión de artistas del Modernismo catalán y donde Pablo Picasso realizó su primera exposición en solitario.

### Julio
- 2 de julio: en Italia, Guglielmo Marconi patenta la telegrafía sin hilos.

### Agosto
- 4 de agosto: en España se descubre accidentalmente el busto de la Dama de Elche, realizado por un artista íbero entre los siglos V y IV a. C.
- 25 de agosto: en Montevideo es asesinado el presidente uruguayo Juan Idiarte Borda. Es el único magnicidio registrado en ese país.
- 31 de agosto: Thomas Edison patenta el kinetoscopio, el primer proyector de cine.

### Septiembre
- 6 de septiembre: en Buenos Aires, los políticos Lisandro de la Torre e Hipólito Yrigoyen se baten a un duelo a navajas.
- 16 de septiembre: en México, durante la celebración del 87.º (octogésimo séptimo) aniversario de la Independencia de México se realiza un atentado al presidente Porfirio Díaz.
- 21 de septiembre: en la isla filipina de Mindanao se registran dos terremotos de 7,4 y 7,5 que provocan tsunamis que dejan cientos de víctimas y mucha destrucción.

### Octubre
- 21 de octubre: en San José (Costa Rica) se inaugura el Teatro Nacional con la ópera Fausto Charles Gounod.
- 27 de octubre: Se funda el club Magallanes en Chile, el primer equipo tricampeón de ese país.
- 29 de octubre: nace en  Rheydt (Alemania) el ministro de propaganda del Tercer Reich Joseph Goebbels.

### Noviembre
- 1 de noviembre: en Turín (Italia) se funda el club de fútbol Juventus FC.
- 9 de noviembre: en Buenos Aires se funda la organización católica de beneficencia Cáritas.
- 19 de noviembre: William McKinley anuncia la intervención estadounidense en la insurrección cubana contra España.

### Diciembre
- 2 de diciembre: España concede la autonomía a Puerto Rico.
- 14 de diciembre: en Filipinas, el general español Fernando Primo de Rivera y el líder independentista filipino Emilio Aguinaldo firman el Pacto de Biak-na-Bató, que puso fin a la insurrección independentista contra España.
- 27 de diciembre: en el teatro de la Porte-Saint-Martin (París) se estrena Cyrano de Bergerac, drama heroico en cinco actos y en verso del poeta y dramaturgo francés Edmond Rostand.

### Fecha desconocida
- En Basilea (Suiza) se realiza el Primer Congreso Sionista.
- En Madagascar, el ejército francés derroca a la reina Ranavalona III de los merina y se anexiona la isla como colonia.
- El general Eloy Alfaro se hace con el poder en Ecuador.
- En la provincia de Mendoza (Argentina) se realiza la primera ascensión al cerro Aconcagua, el más alto del continente americano.
- Guerra entre Grecia y el Imperio otomano.
- David Hilbert publica su trabajo monumental sobre la teoría de los campos numéricos y posteriormente clarifica los fundamentos de la geometría.
- Ziolkovsky el inventor del motor cohete crea el primer tubo aerodinámico.

## Arte y literatura
- Máximo Gorki: Los esposos Orlov.
- George Bernard Shaw: Nunca puede saberse.
- H. G. Wells: El hombre invisible.
- Bram Stoker: Drácula.
- Edmond Rostand: Cyrano de Bergerac.
- Arthur Conan Doyle: Estudio en escarlata.

## Ciencia y tecnología
- Félix Hoffman (1867-1946, químico alemán) sintetiza el ácido acetilsalicílico (la aspirina).
- Guillermo Marconi: telegrafía sin hilos.
- Joseph John Thomson, de la Universidad de Cambridge, descubre el electrón.
- Martinus Beijerink descubre que los virus pueden reproducirse, con lo que demuestra que no se tratan de algún tipo de toxina.
- Merriam describe por primera vez el oso marino de la isla de Guadalupe (Arctocephalus townsendi).
- Dama de Elche. Se descubrió el 4 de agosto en La Alcudia, cerca de Elche, Alicante (España).

- En Viena (Austria), el compositor austriaco Gustav Mahler comienza a dirigir la Ópera de Viena, comenzando así su exitosa carrera como director de orquesta.

## Deportes

### Fútbol
- Fundación de la Juventus FC.

### Golf
- Abierto de Estados Unidos:  Joe Lloyd.
- Abierto Británico de Golf:  Harold Hilton.

### Tenis
- Abierto de Estados Unidos:
  - Ganadora individual: Juliette Atkinson .
  - Ganador individual: Robert Wrenn .

- Campeonato de Wimbledon:
  - Ganadora individual: Blanche Bingley .
  - Ganador individual: Reginald Doherty .

- Campeonato de Francia:
  - Ganadora individual: Adine Masson .
  - Ganador individual: Paul Aymé .

## Nacimientos

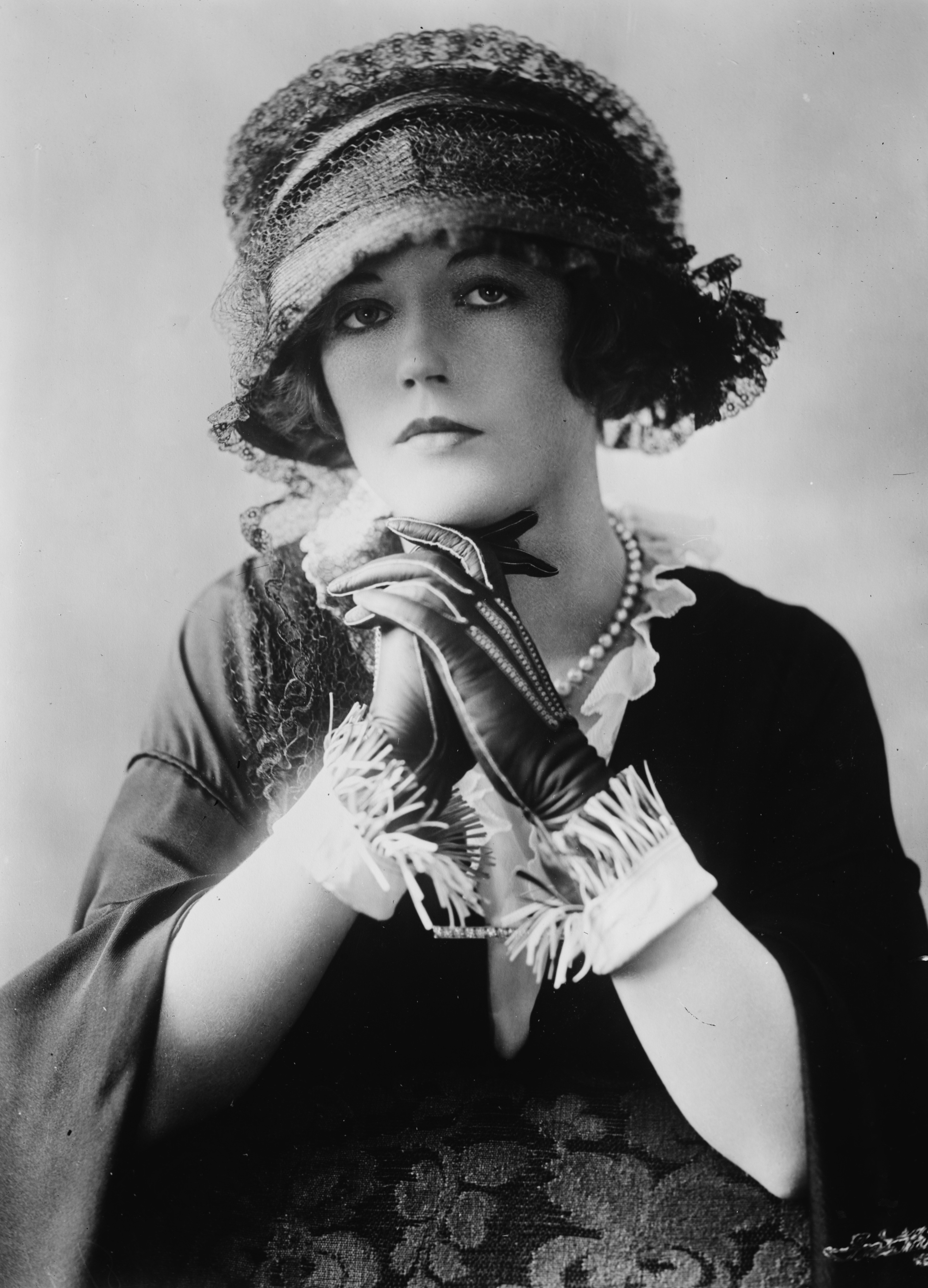
Marion Davies nace el 3 de enero.

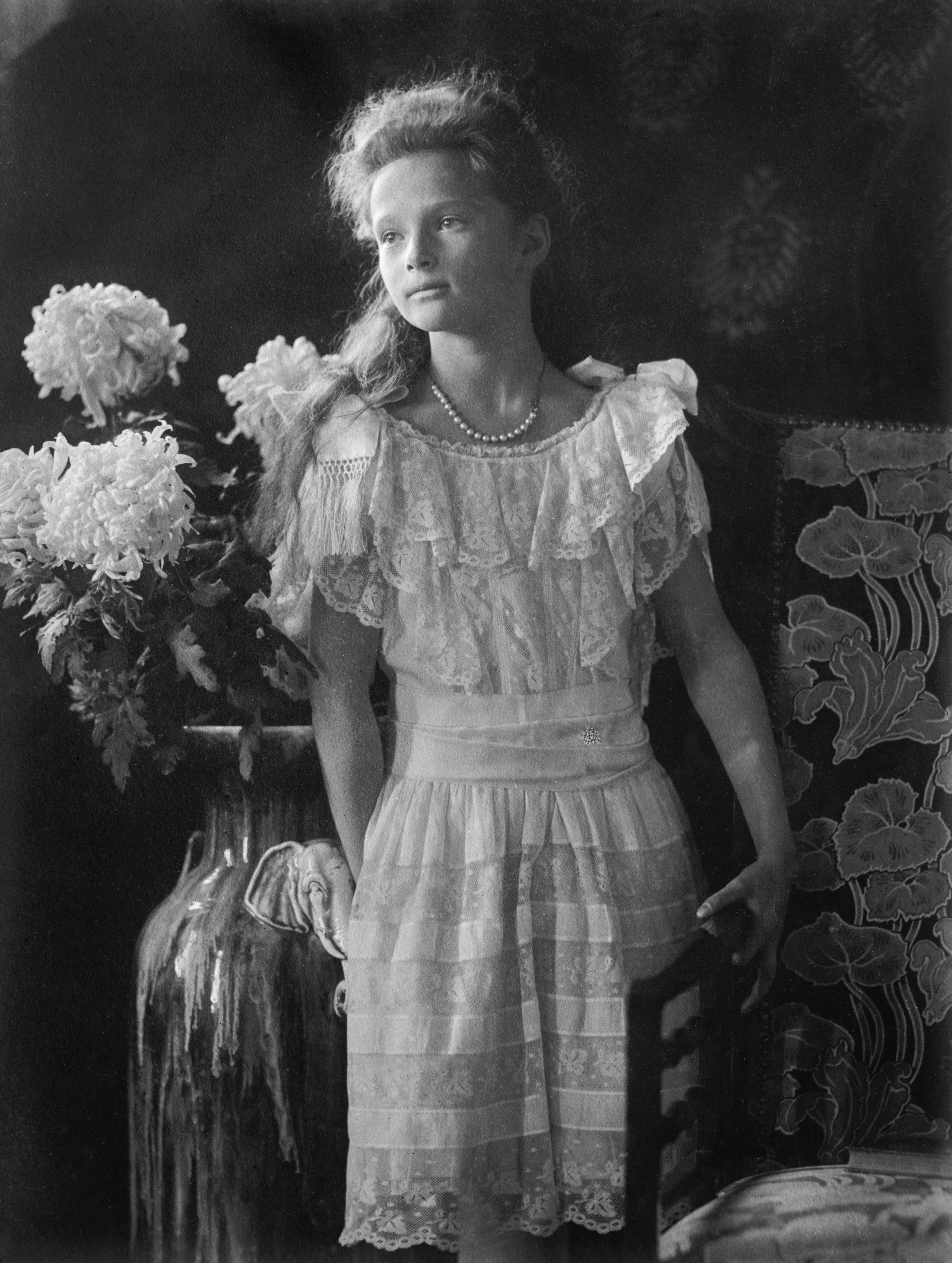
La princesa Tatiana de Rusia nace el 10 de junio.

### Enero
- 3 de enero: Marion Davies, actriz estadounidense (f. 1961).
- 6 de enero: María Josefa Cerrato Rodríguez, veterinaria española (f. 1981).
- 9 de enero: Luis Gianneo, compositor musical argentino (f. 1968).
- 17 de enero: Lili Bleeker, cempresaria y física neerlandesa (f. 1985).
- 25 de enero: 
  - Florián Rey, actor y director español (f. 1962).
  - Fernando Márquez Miranda, arqueólogo argentino (f. 1961).
- 28 de enero: Eduardo Dibós Dammert, político y deportista peruano (f. 1987).
- 29 de enero: Georges Catroux, militar francés (f. 1969).
- 31 de enero: Ignacio Chávez Sánchez, cardiólogo mexicano (f. 1979).

### Febrero
- 2 de febrero: Gertrude Blanch, matemática estadounidense pionera en computación y análisis numérico (f. 1996).
- 4 de febrero: Ludwig Erhard, político alemán, canciller federal entre 1963 y 1966 (f. 1977).
- 5 de febrero: Jorge Herrán, arquitecto uruguayo (f. 1969).

### Marzo
- 2 de marzo: Lola Cueto, artista polifacética mexicana (f. 1978).
- 8 de marzo: Josep Pla, escritor y periodista español (f. 1981).
- 22 de marzo: Pierre de Gaulle, político francés (f. 1959).
- 23 de marzo: Raúl Porras Barrenechea, historiador, abogado, ensayista, diplomático y político peruano (f.1960).
- 24 de marzo: Wilhelm Reich, psicólogo austriaco (f. 1957).
- 28 de marzo: Sepp Herberger, futbolista y entrenador alemán (f. 1977).

### Abril
- 12 de abril: Julio Cueva, trompetista, compositor y director de orquesta cubano (f. 1975).
- 14 de abril: Edgardo Donato, director de orquesta, compositor y violinista argentino (f. 1963).
- 24 de abril: Manuel Ávila Camacho, militar y político mexicano, presidente entre 1940 y 1946 (f. 1955).

### Mayo
- 2 de mayo: Gregorio Prieto, pintor español (f. 1992).
- 8 de mayo: José María Pemán, periodista y dramaturgo español (f. 1981).
- 10 de mayo: Josefina Robledo Gallego, guitarrista y profesora (f. 1972).
- 17 de mayo: Miguel Morazán, profesor y escritor hondureño (f. 1946).
- 18 de mayo: Frank Capra, cineasta estadounidense (f. 1991).
- 23 de mayo: Erich Wolfgang Korngold, compositor austríaco. Padre de las bandas sonoras del cine californiano.
- 29 de mayo: Zhou Fohai, vicepresidente de China durante la Segunda Guerra Mundial (f. 1948).

### Junio
- 1 de junio: Toño Salazar, caricaturista, ilustrador y diplomático salvadoreño (f. 1986).
- 7 de junio: George Szell, director de orquesta y músico húngaro-estadounidense (f. 1970).
- 10 de junio: Tatiana Nikoláyevna de Rusia, gran duquesa rusa (f. 1918).
- 12 de junio: 
  - Sir Anthony Eden, político británico (f. 1977).
  - Josefina Acosta de Barón, compositora, pianista y maestra colombiana (f. ??).
- 24 de junio: Hermann Busch, violonchelista alemán (f. 1975).

### Julio
- 1 de julio: Alfonso Esguerra Gómez, médico, fisiólogo y cirujano colombiano (f. 1967).
- 5 de julio: Mogens Wöldike, director de orquesta danés (f. 1988).
- 16 de julio: Manuel Ortiz Guerrero, poeta paraguayo (f. 1933).
- 20 de julio: Tadeus Reichstein, médico suizo, premio Nobel de Fisiología o Medicina en 1950 (f. 1996).
- 24 de julio: Amelia Earhart, aviadora y piloto estadounidense, primera mujer en cruzar el océano Atlántico (f. 1937).
- 29 de julio: Sofía Cancino de Cuevas, compositora, pianista, promotora de ópera, cantante y la primera directora de orquesta sinfónica mexicana. (f. 1982).

### Agosto
- 2 de agosto: 
  - Philippe Soupault, escritor surrealista francés (f. 1990).
  - Ricardo Pampuri, médico y santo italiano (f. 1930).
- 6 de agosto: Andrés Eloy Blanco, poeta y político venezolano (f. 1955).
- 9 de agosto: 
  - Lauretta Bender, neuropsiquiatra estadounidense (f. 1987).
  - Marta Brunet, escritora y diplomática chilena (f. 1967).
- 16 de agosto: Vicente Ascone, compositor, trompetista y profesor de música uruguayo (f. 1979).
- 17 de agosto: António Botto, poeta portugués (f. 1959).
- 28 de agosto: 
  - Charles Boyer, actor francés (f. 1978).
  - Horacio Butler, artista plástico y escritor argentino (f. 1983).
- 31 de agosto: Fredric March, actor estadounidense (f. 1975).

### Septiembre
- 8 de septiembre: Juan Natalicio González, político, poeta, sociólogo, escritor y periodista paraguayo  (f. 1966).
- 12 de septiembre: Irène Joliot-Curie, químico francés, premio Nobel de Química en 1935 (f. 1956).
- 14 de septiembre: Eduardo Blanco Amor, escritor y periodista español (f. 1979).
- 16 de septiembre: Pilar Bayona López de Ansó, pianista española (f. 1979).
- 18 de septiembre: Pablo Sorozabal, compositor español (f. 1988).
- 20 de septiembre: Arturo Barea, escritor español (f. 1957).
- 25 de septiembre: William Faulkner, escritor estadiunidense (f. 1962).
- 26 de septiembre: Giovanni Battista Montini, futuro papa Pablo VI (f. 1978).

### Octubre
- 3 de octubre: Gonzalo Delgrás, director de cine y productor español. (f. 1984).
- 5 de octubre: 
  - Gaspar Cassadó, violonchelista y compositor español (f. 1966).
  - Juan Del Prete, pintor, dibujante, escultor, escenógrafo, diagramador y fotógrafo autodidacta ítalo-argentino (f. 1987).
- 7 de octubre: Julio Ruiz de Alda, aviador español (f. 1936).
- 8 de octubre: Rouben Mamoulian, cineasta estadounidense (f. 1987).
- 23 de octubre: Juan Ignacio Luca de Tena, comediógrafo, diplomático y periodista español (f. 1975).
- 29 de octubre: Joseph Goebbels, político alemán, ministro de propaganda de Adolf Hitler (f. 1945).
- 30 de octubre: Francisco de Val, compositor español (f. 1984).

### Noviembre
- 4 de noviembre: Edavalath Kakkath Janaki Ammal, botánica, y citóloga india (f. 1984).
- 14 de noviembre: Conchita Badía, soprano y pianista española (f. 1975).
- 24 de noviembre: Lucky Luciano, mafioso italoestadounidense fundador de La Comisión (f. 1962).

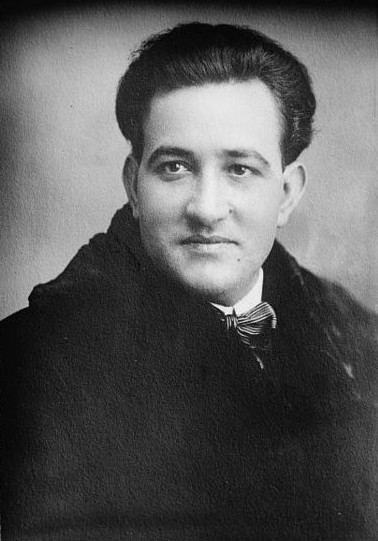
Miguel Fleta

- 26 de noviembre: Luis Batlle Berres, político y presidente uruguayo (f. 1964).
- 26 de noviembre: Manuel A. Odría, político peruano, presidente entre 1948 y 1956 (f. 1974).
- 28 de noviembre: Félix Armando Núñez, poeta, ensayista y crítico literario venezolano (f. 1972).

### Diciembre
- 1 de diciembre: Miguel Fleta, tenor español (f. 1938).
- 5 de diciembre: Nunnally Johnson, guionista, productor y cineasta estadounidense (f. 1977).
- 12 de diciembre: Magdalena Aulina, religiosa española (f. 1956).
- 14 de diciembre: Georges Thill, tenor francés (f. 1984).
- 23 de diciembre: Rafael Rivelles, actor español (f. 1971).
- 26 de diciembre: Martín Domínguez Esteban, arquitecto español (f. 1970).

## Fallecimientos

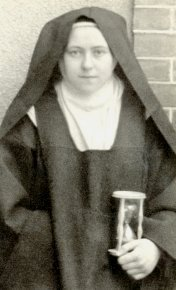
La religiosa Teresa de Lisieux fallece el 30 de septiembre.

### Enero
- 1 de enero: Adolfo Caminha, escritor brasileño (n. 1867).

### Febrero
- 2 de febrero: Luisa Fernanda de Borbón, aristócrata española (n. 1832).
- 19 de febrero: Karl Weierstrass, matemático alemán (n. 1815).

### Marzo
- 2 de marzo: Guillermo Prieto, poeta, político y periodista mexicano (n. 1818)
- 7 de marzo: Gustav Adolph Kenngott, mineralogista alemán (n. 1818).
- 20 de marzo: Apolón Máikov, poeta ruso (n. 1821).

### Abril
- 3 de abril: Johannes Brahms, compositor alemán (n. 1833).

### Junio
- 18 de junio: Eloy Gonzalo, militar español (n. 1868).

### Julio
- 9 de julio: Augustine Tolton, sacerdote estadounidense (n. 1854).
- 19 de julio: Ambrosio López Pinzón, artesano y político colombiano (n. 1809).

### Agosto
- 8 de agosto: Antonio Cánovas del Castillo, político español (n. 1828).
- 25 de agosto: Juan Idiarte Borda, presidente uruguayo (n. 1844).

### Septiembre
- 30 de septiembre: Teresa de Lisieux, monja y santa francesa (n. 1873).
- 30 de septiembre: Manuel Baquedano, militar chileno (n. 1823).

### Octubre
- 27 de octubre: Carlos Antúnez González, político chileno (n. 1847).

### Noviembre
- 23 de noviembre: Ramón Lista, explorador y genocida argentino (n. 1856).

### Diciembre
- 16 de diciembre: Alphonse Daudet, novelista francés (n. 1840).